# Colombia en los Juegos Olímpicos de Pyeongchang 2018
La representación de Colombia participó en los Juegos Olímpicos de Pyeongchang 2018. Esta es la segunda participación en unos Juegos Olímpicos de Invierno, después de que ésta no se presentara en los anteriores Juegos de Sochi 2014, y de su primera presentación desde los Juegos de Vancouver 2010. El responsable del equipo olímpico es el Comité Olímpico Colombiano, así como las federaciones deportivas nacionales de cada deporte con participación. Colombia no obtuvo medallas en esta edición.

## Deportes
Colombia participó en los siguientes deportes:
| Deporte               | Masculino | Femenino | Total |
| --------------------- | --------- | -------- | ----- |
| Esquí alpino          | 1         | 0        | 1     |
| Esquí de fondo        | 1         | 0        | 1     |
| Patinaje de velocidad | 1         | 1        | 2     |
| Total                 | 3         | 1        | 4     |

## Deportistas

### Patinaje de velocidad
El patinador Pedro Causil se clasificó a los Juegos Olímpicos de Invierno de  2018 por la rama masculina y Laura Gómez por la rama femenina en la prueba "Mass Start" de patinaje, siendo la primera vez en esta modalidad.

### Esquí

#### Esquí de Fondo
El esquiador nacido en Francia y criado en Bogotá, Sebastián Uprimny, de 42 años, participó en la modalidad de Fondo.

#### Esquí alpino
El esquiador nacido en Cali y criado en Francia luego de que fuera adoptado por franceses, Michael Poettoz, participó en la modalidad alpina.

## Clasificación[11]

### Esquí de fondo
| Atleta            | Evento                                           | Final   | Final      | Final |
| Atleta            | Evento                                           | Tiempo  | Diferencia | Pos.  |
| ----------------- | ------------------------------------------------ | ------- | ---------- | ----- |
| Sebastian Uprinmy | Esquí de fondo15 km Libre Masculino16 de febrero | 58:08.1 | 24:24.2    | 115   |

### Esquí alpino
| Atleta          | Evento                    | Rnd 1   | Rnd 1    | Rnd 2       | Rnd 2       | Total       | Total       |
| Atleta          | Evento                    | Tiempo  | Posición | Tiempo      | Posición    | Tiempo      | Pos. Final  |
| --------------- | ------------------------- | ------- | -------- | ----------- | ----------- | ----------- | ----------- |
| Michael Poettoz | Eslalon masculino         | 57.46   | 44       | 1:00.00     | 37          | 1:57.46     | 37          |
| Michael Poettoz | Eslalon Gigante Masculino | 1:21.41 | 73       | No finalizó | No finalizó | No finalizó | No finalizó |

### Patinaje de velocidad
| Atleta                                     | Evento  | Final  | Final             | Final |
| Atleta                                     | Evento  | Tiempo | Diferencia        | Pos.  |
| ------------------------------------------ | ------- | ------ | ----------------- | ----- |
| Pedro Causil                               |         |        |                   |       |
| Patinaje de velocidad 500 m                | 35.196  | 0.78   | 20                |       |
| Patinaje de velocidad 1000 m               | 1:10.71 | 2.76   | 34                |       |
| Laura Gómez                                |         |        |                   |       |
| Patinaje de velocidad Competencia femenina | 8:54.99 | 0.68   | 10°*sfl1,20°*clsf |       |

- sfl1: Semifinal 1[27]
- clsf: Clasificación[28]